# Andrew Rubin
Andrew Harold Rubin (n. 22 iunie 1946, New Bedford, Massachusetts, SUA – d. 5 octombrie 2015, Los Angeles, California, SUA) a fost un actor american cunoscut pentru rolul ofițerului de poliție George Martin din filmul Academia de Poliție din 1984.

## Biografie
Rubin s-a născut pe 22 iunie 1946 în New Bedford, Massachusetts. Tatăl său, Simon, era proprietarul unei fabrici de mobilă și lenjerie de pat, iar mama sa, Leona (născută Greenstone), a fost artistă și scriitoare. A absolvit Academia Americană de Arte Dramatice⁠(d) din New York.
La începutul carierei sale, Rubin a apărut în reclame. Acesta a avut un rol în serialul de televiziune Shazam! în episodul intitulat „The Boy Who Said 'Nu'”, difuzat pe 26 octombrie 1974. A făcut parte din distribuția serialului Hometown⁠(d), difuzat pe CBS din 1985. Rubin a creat rolul lui Allan Willis⁠(d), primul copil al lui Tom și Helen Willis, din sitcomul The Jeffersons⁠(d).

## Moartea
Rubin a încetat din viață pe 5 octombrie 2015 de cancer pulmonar în Los Angeles, California.

## Filmografie
| An   | Titlu                    | Rol                 | Note                |
| ---- | ------------------------ | ------------------- | ------------------- |
| 1973 | Group Marriage           | Andy Rubin          |                     |
| 1975 | Cage Without a Key       | Russo               | Film de televiziune |
| 1978 | Casey's Shadow           | Buddy Bourdelle     |                     |
| 1979 | Sunnyside                | Eddie Reaper        |                     |
| 1980 | Little Miss Marker       | Carter              |                     |
| 1980 | Roughnecks               | George Harris       | Film de televiziune |
| 1983 | Tell Me That You Love Me | Ronny               |                     |
| 1984 | Police Academy           | Cadet George Martín |                     |
| 1988 | Deadline: Madrid         | Jonathan Taylor     | Film de televiziune |